# رادار القياس والتوقيع المخابراتي
.

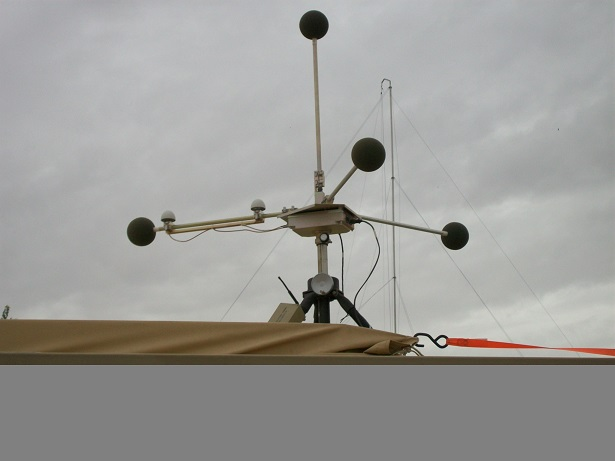
مستشعر UTAMS والمستخدم من قِبل الجيش الأمريكي (2010)

رادار ماسينت (بالإنجليزية: Radar MASINT) هو واحد من التخصصات الفرعية للقياس والتوقيع المخابراتى ويشير إلى أنشطة جمع المعلومات الاستخباراتية التي تجمع العناصر المتباينة التي لا تتناسب مع استخبارات الإشارات (SIGINT) أو الاستخبارات التصويرية (IMINT) أوالاستخبارات البشرية (HUMINT).
وفقا لوزارة الدفاع في الولايات المتحدة MASINT هو الاستخبارات المستمدة من الناحية التقنية باستثناء الصور التقليدية IMINT وإشارات المخابرات عند جمعها ومعالجتها وتحليلها من قبل أنظمة MASINT المخصصة ونتائج المخابرات التي تكشف وتتبع ويتم تحددها أو وصف الخصائص المميزة للمصادر المستهدفة وفي الولايات المتحدة الأمريكية تم الاعتراف بـ MASINT باعتباره الانضباط الاستخباراتي الرسمي في عام 1986.
كما هو الحال مع العديد من فروع MASINT قد تتداخل تقنيات محددة مع ستة مفاهيم مفاهيمية رئيسية من MASINT التي يحددها مركز الدراسات والبحوث والذي يقسمMASINT إلى الضوئية الكهربائية والنووية والجيوفيزيائية والرادار والمواد والترابطات الراديوية.
رادار MASINT هو مكمل لـ SIGINT في حين أن ELINT الفرعية من SIGINT تحلل هيكل الرادار الموجهة على الهدف ورادار MASINT يهتم باستخدام تقنيات الرادار المتخصصة التي تقيس خصائص الأهداف.
وخط فرعي آخر من MASINT وهو تردد راديو MASINT في الإشعاع غير المقصود المنبعث من مرسل رادار مثل الفصوص الجانبية.
قد تكون أجهزة الاستشعار الرادارية MASINT على الفضاء والبحر والهواء ومنصات ثابتة أو متحركة وتشمل تقنيات رادار MASINT المتخصصة خط البصر (LOS) والأكثر من الأفق ورادار الفتحة التركيبية (SAR) ورادار الفتحة التركيبية العكسية (ISAR) ومتعددة السطوح وهو ينطوي على مجموعة نشطة أو سلبية من الطاقة المنعكسة من هدف أو كائن من قبل أنظمة رادارخط البصر أوالازدواجية أو فوق الأفق وتوفر مجموعة RADINT معلومات عن المقاطع العرضية للرادار وتتبعها وقياسات مكانية دقيقة للمكونات والحركة وانعكاس الرادار وخصائص الامتصاص للأهداف والغايات الديناميكية.
رادار MASINT يمكن أن تكون نشطة مع منصة MASINT على حد سواء الإرسال والاستقبال وفي التطبيقات متعددة السطوح ويوجد فصل مادي بين مستقبلين أو أكثر.MASINT يمكن أيضا أن تتلقى بشكل سلبي إشارات تنعكس من شعاع العدو.
كما هو الحال مع العديد من التخصصات الاستخباراتية يمكن أن يكون تحديا لدمج التكنولوجيات في الخدمات النشطة حتى يمكن استخدامها من قبل رجال الحرب. ومع ذلك فإن الرادار له خصائص خاصة مناسبة لـ MASINT. وفي حين أن هناك رادارات (ISAR) التي يمكن أن تنتج الصور وصور الرادار عموما ليست حادة كما تلك التي اتخذتها أجهزة الاستشعار البصرية ولكن الرادار مستقل إلى حد كبير من النهار أو الليل ومن سحابة أو الشمس. الرادار يمكن أن يخترق العديد من المواد مثل المباني الخشبية ويتطلب تحسين دقة رادار التصوير أن يكون الحجم الهوائي أكثر من طول الموجة الرادارية. والطول الموجي يتناسب عكسيا مع التردد لذلك زيادة تردد الرادار يمكن أن يحسن القرار وقد يكون من الصعب توليد طاقة عالية عند الترددات الأعلى أو مشاكل مثل التخفيف بالماء في أداء نطاق الغلاف الجوي بشكل عام وبالنسبة لمستشعر ثابت وأجهزة الاستشعار الكهروضوئية وفي الأشعة فوق البنفسجية والبصرية أو أطياف الأشعة تحت الحمراء سوف تتفوق على رادار التصوير.
رادار الفتحة التركيبية ورادار الفتحة التركيبية العكسية هم وسائل الجمع بين عينات رادار متعددة أخذت مع مرور الوقت لخلق تأثير هوائي أكبر بكثير مما يمكن جسديا لتردد الرادار معين. كما أن تطويرSAR وSAR قرار أفضل يمكن أن يكون هناك جدال إذا كانت لا تزال أجهزة الاستشعار MASINT أو إذا كانت تخلق صور حادة بما فيه الكفاية وأنها بشكل صحيح أجهزة الاستشعار IMINT ويمكن للرادار أيضا أن يدمج مع أجهزة استشعار أخرى لإعطاء المزيد من المعلومات مثل فيلما للهدف المؤشر والرادار عموما يجب الحصول على صورها من زاوية مما يعني في كثير من الأحيان أنه يمكن أن ننظر إلى جوانب المباني وإنتاج سجل يشبه الفيلم مع مرور الوقت والقدرة على تشكيل وجهات النظر ثلاثية الأبعاد مع مرور الوقت.

## رادار خط البصرMASINT

### رادار المدفعية
وتوجد ثلاثة أنظمة رادار أمريكية للكشف عن نيران المدفعية العدائية والتراجع إلى مصدرها وتخدم المتطلبات المزدوجة للتحذير من الحرائق القادمة ومهاجمة النيران في حين أنها تهدف إلى استخدامها في ثلاثة مستويات ضد المدفعية من نطاقات مختلفة ويمكن أن يكون هناك مشكلة في وجود تهديد من نوع غير متوقع أطلقت في منطقة تغطيها الطبقة الخاطئة واختيار الموقع المناسب وإعداد ضروري لجميع أنواع.
ويشمل التخطيط السليم تجنب مصادر الفوضى مثل أسطح الأرض والغطاء النباتي والمباني والتضاريس المعقدة والطائرات ولا سيما الجناح الدوار والجسيمات التي تثيرها الرياح أو الطائرات. وقد يحاول العدو تجنب أنظمة الرادار الاتجاهية أو حتى استخدام التدابير المضادة الإلكترونية ودوريات نشطة جدا وتفعيل الرادار في أوقات عشوائية وفي اتجاهات عشوائية سوف تكون بمثابة إجراء مضاد ويمكن للأنظمة الصوتية والكهروضوئية التكميلية أن تعوض عن عدم وجود تغطية شاملة الاتجاهات من جانب AN/TPQ-36 و AN/TPQ-37.
لاستكمال رادارات المدفعية المضادة وتشمل أجهزة الاستشعار MASINT أنظمة صوتية إضافية وأنظمة كهرضوئية.
وهناك مجموعة متنوعة من الرادارات من الأرض إلى الأرض تعمل في أدوار مضادة ومراقبة ولها أيضا بعض القدرة على الكشف عن طائرات الهليكوبتر وتستخدم رادارات LCMR وAN/TPQ-36 وAN/TPQ-37 بشكل مثالي في نظام كشف الطبقات وللكشف عن المدى القصير والمتوسط والطويل لامر هو احادي الاتجاه ولكن الاثنان الآخران اتجاهان ويحتاجان إلى التمسك من أجهزة استشعار شاملة الاتجاهات مثل الكشافات الضوئية الكهروضوئية والصوتية المدمجة أو نظام صوتي نقي مثل HALO أو UTAMS.

#### رادار المدفعية AN/TPQ-36 و -37
هذه النظم 1980 ليست محمولة على الرجل وهي الاتجاه ولكن لديهم مجموعة أطول من LCMR.
جسديا أثقل من LCMR ورادار كشف النار AN/TPQ-36 ويمكن الكشف عن مدفع والصواريخ وقذائف الهاون ضمن نطاقها:
- المدفعية: 14,500 متر
- قذائف الهاون: 18,000 متر
- الصواريخ: 24,000 متر

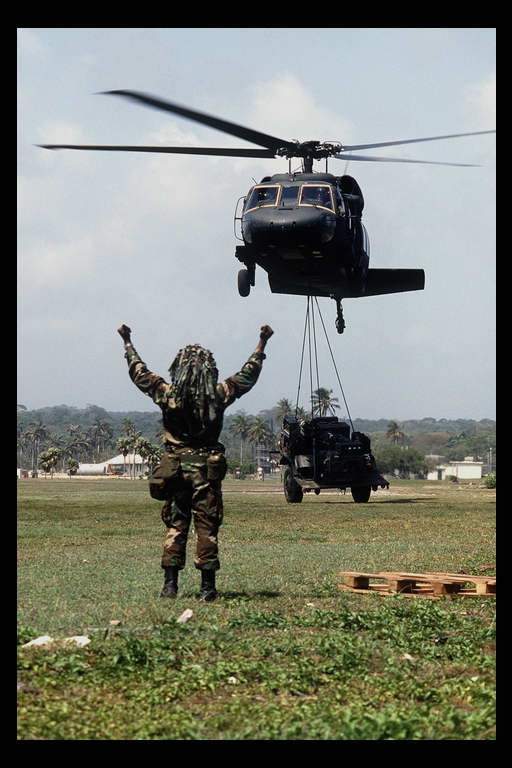
رادار AN/TPQ-36 متوسط المدى يتم وضعه

وهو متحرك إلى حد ما عن الهوائي شامل الاتجاهات وتهدف التحسينات الحالية لتحل محل جهاز التحكم القديم مع جهاز كمبيوتر محمول وتعزيز الأداء في بيئات فوضى عالية وزيادة احتمال الكشف عن بعض الصواريخ.
وتهدف البرمجيات الأساسية للرادار من طراز AN/TPQ-37 أولا إلى توفير طبقة ثالثة ضد التهديدات طويلة المدى وتصفية جميع مسارات الرادار الأخرى مع تواقيعات لتهديدات أقل تراوحا ويسمح البرنامج الجديد والذي يتطلبه تهديد مدفع الهاون في منطقة البلقان بتكرار نطاق الكشف عن مدافع الهاون من طراز Q-36 الذي يبلغ طوله 18 كيلومترا بينما لا يزال يكتشف التهديدات الأطول أجلا وينبغي أن يعوض التدريب المناسب للطاقم عن الرفض الناجم عن قبول توقيعات الهاون.
والرادارات القياسية TPQ-36/37 هي شبه يدوية في التآمر والتعزيز الإسرائيلي يجعل التآمررقمى بالكامل.

### رادار المراقبة الأرضية
رادار المراقبة الأرضية للاستخدام التكتيكي وهو مراقبة الرادار المحمول واكتساب الهدف (MSTAR) ووضعت أصلا للاستخدام البريطاني في اكتشاف المدفعية والمستخدمين الرئيسيين من MSTAR مثل سابقتها وأطراف المراقبة المدفعية على الرغم من أنه يمكن استخدامها للاستطلاع الأرضي والمراقبة ودخلت MSTAR الخدمة البريطانية في أوائل عام 1991، تسارعت قليلا لاستخدامها في حرب الخليج وتم تعيينها في المملكة المتحدة في منتصف 1980s من قبل Thorn EMI للإلكترونيات (الآن جزء من محموعات تاليس).
وهو رادار دوبلر يعمل في الفرقة J وقادر على الكشف والتعرف وتتبع طائرات الهليكوبتر والطائرات الثابتة الجناحين بطيئة الحركة وتعقب المركبات وعجلات وقوات فضلا عن مراقبة وتعديل سقوط النار وتستخدم الولايات المتحدة أنها تستخدم AN/PPS-5B و −5C رادار المراقبة الأرضية (GSR) مجموعات أستراليا تدعو نسختهاAMSTAR.
و GSR هو رادار مراقبة من الأرض إلى أرض لتعيين وحدات مثل مشاة وكتائب دبابات ووحدات BCTو RSTA ويمكن الكشف عن وتحديد موقع نقل الموظفين على نطاقات من 6 كم والمركبات على نطاقات من 10 كم ليلا أو نهارا تحت جميع الظروف الجوية تقريبا. الرادار لديه أقصى عرض النطاق من 10,000 متر ويمكن للرادار تنبيه المشغل على حد سواء سمعيا وبصريا. و APS/PPS-15 هو أخف وزنا وتراوحت أقصر نسخة مخصصة لالمشاة المحمولة جوا خفيفة واستخدام قوة العمليات الخاصة هذه الراداراتMASINT ثم رادار للأغراض العامة حيث أنه يبسط لديها القليل جدا من قوة التصوير ولكن ربما الضوء أو الصوت مشيرا إلى اتجاه ونطاق التهديد.
إدراكا منه للتهديد من رادار مراقبة الأرض  والجيش الأسترالي الذي اكتشف رادار شخصى لاستقبال التحزيرات (RWR) حيث أنه يقرب من حجم بطاقة الائتمان وتهدف بشكل أساسي لقوات العمليات الخاصة الذين لديهم لتجنب الرادار مراقبة الأرض.

### المنشآت الأرضية الثابتة أو شبه المتنقلة
ورادار المحطة الأرضية COBRA DANE هو AN/FPS-108 وهو في مرحلة من النطاق L يحتوي على 15,360 من العناصر المشعة التي تحتل 95٪ من مساحة 100 قدم تقريبا من وجه واحد من المبنى الذي يضم وهو موجه نحو الغرب ويراقب مناطق اختبار الصواريخ في شمال المحيط الهادئ.

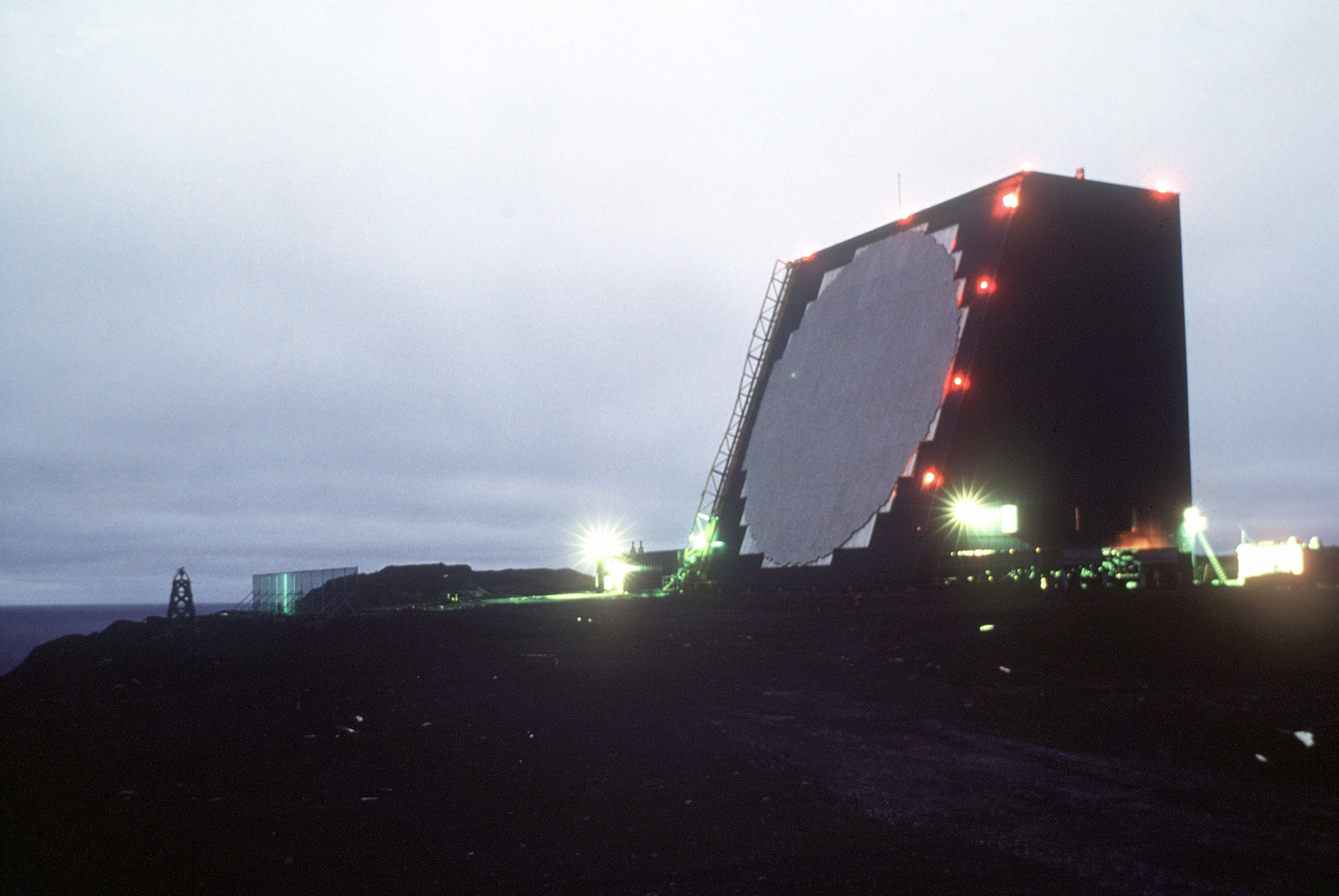
منظر ليلى لرادارAN/FPS-108 Cobra Dane

تستمر الطرق في التطور وكان القصد من COBRA JUDY جمع معلومات عن الصواريخ البعيدة المدى في إطار دور استراتيجي ونظام تنموي واحد COBRA GEMINI  يهدف إلى تكملة COBRA JUDY. ويمكن استخدامه لرصد الصواريخ الطويلة المدى ولكنه مناسب أيضا للأسلحة على مستوى المسرح، التي يمكن معالجتها في الاتفاقات الإقليمية للحد من الأسلحة مثل نظام مراقبة تكنولوجيا القذائف وفي حالة تركيب COBRA JUDY في سفينة فإن هذا الرادار المزدوج (Sو X رابطة) قابل للنقل وقادر على العمل على متن السفن أو على اليابسة وهو الأمثل لرصد القذائف التسيارية المتوسطة المدى والأنظمة المضادة للفضاء ومن الهواء للنقل وللتعامل مع حالات الطوارئ المفاجئة الرصد.

### السفينة القائمة

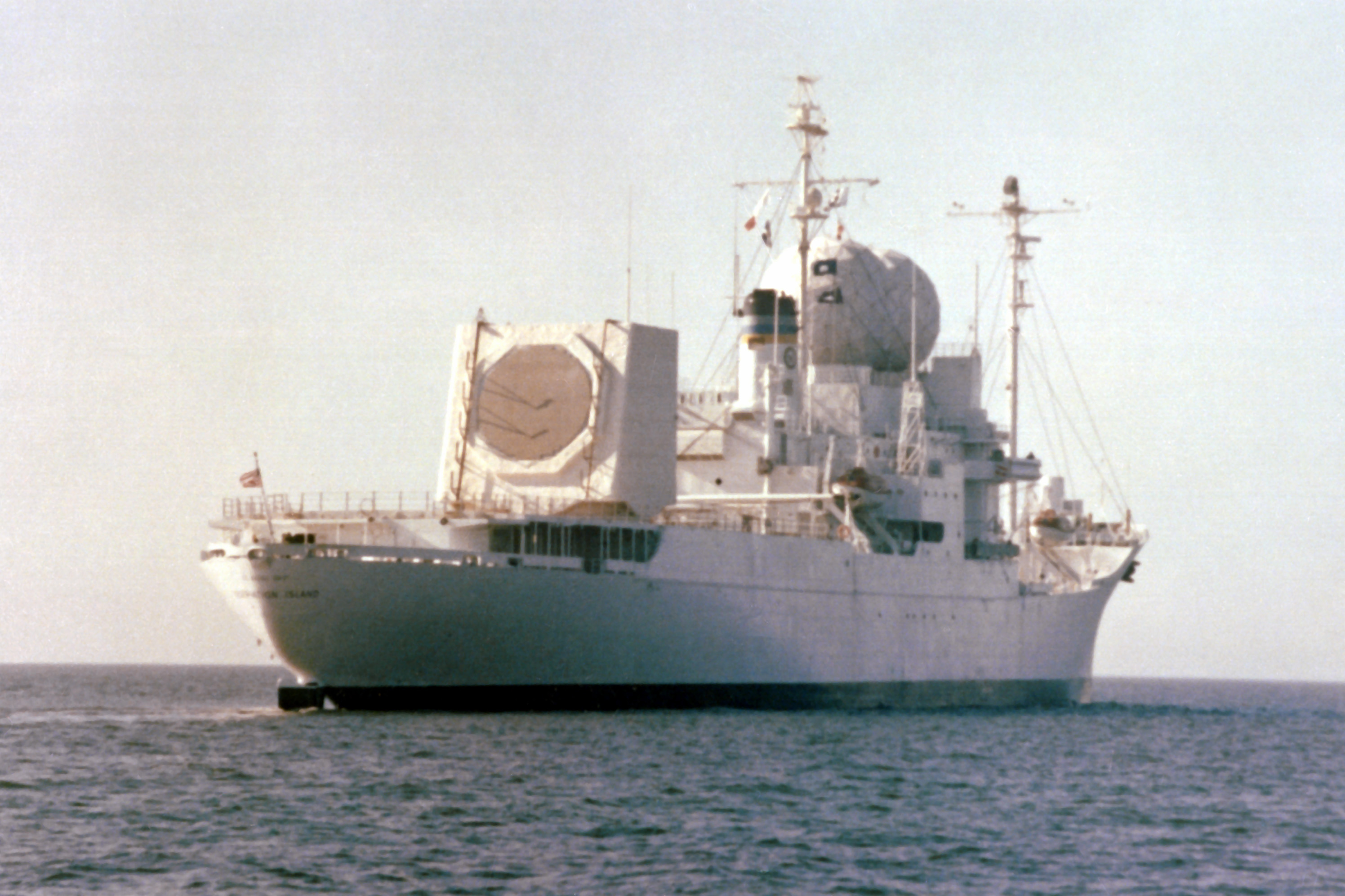
المنظر الخلفى ل USNS Observation Island يوضح الموقع AN/SPQ-11 Cobra Judy

ويمكن أيضا أن يسترشد رادار AN/SPQ-11 Cobra Judy في جزيرة USNS للمراقبة (T-AGM-23) بالمستشعرات الكهروضوئية COBRA BALL و RC-135. استكملت Cobra Judy من قبلCobra Gemini في USNS بدءا من عام 2000 وحل محله Cobra King في عام 2014 على USNS Howard (T-AGM-25).

### رادار الأقمار الصناعية
واستخدم الاتحاد السوفيتي عددا من وسائل الاستطلاع المحيط بالموجات الرادارية التي استخدمت أنظمة رادار قوية مدعومة بمفاعل نووي على متن السفن لتصور السفن. وهذه تعمل في برطيقة دفع مكنسة والمسح على التوالي بالأسفل.
ومع ذلك الولايات المتحدة قد شددت على رادار SAR و ISAR.

## رادار الفتحة التركيبية (SAR) ورادار الفتحة التركيبية العكسية (ISAR)
نظام رادار الفتحة التركيبية (SAR) يستغل الحركة السريعة للطائرة أو الأقمار الصناعية مع محاكاة هوائي كبير من خلال الجمع بين العينات مع مرور الوقت وتسمى هذه المحاكاة الفتحة التركيبية.
إلى جانب أجهزة الاستشعارMASINT و IMINT يمكن أن توفر سار قدرة عالية الدقة ليلا ونهارا سجلت مع مرور الوقت ويمكن أن تكون ممتازة لتتبع التغييرات وبالإضافة إلى ذلك عند تشغيلها بترددات مناسبة يكون لها قدرة على اختراق الأرض والماء وهي جيدة لتقطيع الأشياء من الفوضى المتعمدة أو الطبيعية.
SAR ليست مع ذلك مهمة حسابية تافهة كما يتحرك الهوائي الحقيقي الماضي الهدف ومجموعة بين الهدف وتغييرات الهوائي والتي يجب النظر فيها في توليف الفتحة وعند مناقشة مبادئ SAR تلاحظ مختبرات سانديا الوطنية أيضا أنه «بالنسبة لأنظمة التسوية الدقيقة، يقترن معالجة النطاق والعمليات الرقمية تعتمد على بعضها البعض مما يزيد أيضا من المعالجة الحسابية».
على الرغم من الصعوبات وقد تطورتSAR إلى الحجم الذي يمكن أن يصلح على متن الطائرات بدون طيار على متن المفترس MQ-1 Predator وبدأ نورثروب غرومانAN/ZPQ-1 التكتيكية رادار التحمل البصري (Tesar) في مارس 1996 فوق البوسنة وتستعمل الإشارة AN/ZPQ-1 إشارة رادار في النطاق 10 - 20 ميغا هرتز ويمكنها أن تعمل في خريطة الشريط والخريطة النقطية وطرائق MTI. هذه الأوضاع قابلة للتطبيق على مجموعة واسعة من أجهزة الاستشعارMASINT.
خريطة قطاع التصوير تلاحظ التضاريس موازية لمسار الرحلة أو على طول مسار الأرض المحدد.ويعتمد القرار على النطاق وعرض السقوط ويمكن أن يختلف من 0.3 إلى 1.0 متر.
قارن بين الاثنين. لا يتأثر الرادار بالليل أو الطقس.
وضع خريطة بقعة يغطي 800 × 800 متر أو 2400 × 2400 متر في وضع MTI تراكم الأهداف المتحركة على الخريطة الرقمية.
بالإضافة إلى طائرات SAR الكبيرة مثل نظام الرادار المشترك للرقابة على الهجوم المستهدف (E-8) الذي يحتوي رادارAN/APY-3على عدة أنماط بما في ذلك إشارة الهدف المتحرك الأرضي فإن الولايات المتحدة لديها أقمار صناعية رادارية شديدة التصنيف. أطلقت ريل في عام 1964 وكان أول قمر صناعي رادار أساسا نموذج أولي نظام يسمى أصلا لاكروس وأخيرا Onyx يبدو أن نظام الرادار الأمريكي الوحيد وذلك باستخدام مسحات مكنسة و «تسليط الضوء» SAR.
وبالنظر إلى أن طائرة E-8 هي طائرة كبيرة لا تستطيع الدفاع عن نفسها فهناك محاولات أمريكية لنقل القدرة E-8 إلى الفضاء تحت مجموعة متنوعة من الأسماء وآخرها بسيطة «رادار الفضاء». ومع ذلك في عصر مطالب الميزانية لم يُطْلَق هذا الجيل الجديد المكلف للغاية.
يمكن ل ISAR إنتاج صور فعلية ولكن الانضباط يسمى MASINT بدلا من IMINT.A أكثر قدرة متواضعة جدا على فريق ISAR على البحرية  SH-60 طائرة هليكوبتر متعددة المهام تحمل على المدمرات والطرادات وحاملات الطائرات وإذا سمحت الميزانيات ستحمل الطائرة المقترحة من طراز E-8 التي ستحل محل طائرة المراقبة البحرية من طراز P-3 فريق الخبراء الحكومي الدولي.

### قياس تداخل SAR
وقد تطورت هذه التقنية التي ظهرت لأول مرة في 1970s من نظام الجيش المحمولة جوا إلى حد كبير في البداية قدرت زاوية وصول قدرة التشتت الخلفي من بكسل على الأرض بمقارنة فرق الطور للموجة المشتتة الخلفية المقاسة في موقعين مختلفين. هذه المعلومات جنبا إلى جنب مع مجموعة تقليدية ورقمية (دوبلر) والمعلومات تسمح لتحديد موقع بكسل تصوير في ثلاثة أبعاد وبالتالي تقدير ارتفاع هذا ومنذ ذلك الحين أصبحت أنظمة قياس التداخل الخاصة بقياس الارتفاع الترددي تكنولوجيا هامة للاستشعار عن بعد مع مهمة محددة جدا لرسم خرائط الارتفاع. ويمكن الآن الحصول على أنظمة SAR لقياس التداخل كمنتجات البرمجيات التجارية الجاهزة.
ولا يزال الكشف عن الألغام، سواء في ساحة المعركة النشطة أو في إعادة تشكيل الأمم ذات الذخائر غير المنفجرة، يمثل مشكلة حرجة. وكجزء من البرنامج الاستراتيجي للبحوث والتنمية البيئية، بدأ مختبر بحوث الجيش، الذي بدأ في عام 1997 جهدا لجمع مكتبة من التوقيعات غير المنفجرة تحت ظروف خاضعة لرقابة شديدة.

#### إزدهار SAR
ولإجراء قياسات قابلة للتكرار نفذتARL نطاقا عريض النطاق (UWB) منخفض التردد جدا للتحقق من النماذج الكهرمغنطيسية ووضع خوارزميات كشف الهدف. والصك هو 20-1100 ميغاهرتز UWB SAR التي شنت على اتساع كبير في 1 كم / ساعة على مدى قياس بدقة.ويُثَبَّت SAR على منصة رفع برفع 30 طن بحيث يمكن أن تتكاثر باستمرار وزوايا الاكتئاب وسق من SAR المحمولة جوا ويمكن إجراء عمليات تشغيل متعددة مع نطاقات تردد مختلفة ومستويات القدرة والقرار والاستقطاب وطرق تعويض الحركة.
وتسجل التوقيعات الأساسية على مساحة من الأرض خالية من المعدن المدفون ولكنها تتطابق بطريقة أخرى مع منطقة اختبار الذخائر غير المنفجرة. وبمجرد الانتهاء من التوقيعات الأرض، يتم تشغيل على مدى منطقة الاختبار.

#### الحفرة الصلبة منطقة اختبار
وبمجرد معرفة توقيع التضاريس الأساسية يجري جمع التوقيعات من التضاريس التي تعرضت للانزعاج بطريقة خاضعة للرقابة.وواحدة من هذه البيئة في يوم توفير الأرض وهي منطقة صحراوية حيث اُسْتُخْدِم موقع اختبار الذخائر غير المنفجرة (UXO) وهي منطقة اختبار الحفرة الفولاذية، لمجموعة متنوعة من معايرة أجهزة الاستشعار وهي تحتوي على ألغام أرضية مدفونة وأسلاك وأنابيب ومركبات وبراميل سعة 55 غالون وحاويات تخزين ومخابئ للأسلحة. ومن أجل دراسات الجيش لتحديد تواقيع الكشف عن الذخائر غير المنفجرة أضيف أكثر من 600 قطعة إضافية من الذخائر غير المتفجرة الخاملة إلى منطقة اختبار الحفرة الفولاذية بما في ذلك القنابل (250 و 500 و 750 و 1000 و 2000 رطل) ومدافع الهاون (60 و 81 مم)و قذائف مدفعية (105 و 155 ملم) 2.75 بوصة. (M42, BLU-63, M68, BLU-97 و M118) والألغام (Gator, VS1.6, M12, PMN و POM-Z).

### الكشف المتجانس (CCD)
في التسعينات أظهر تطبيق SAR جديد من SAR متماسك القدرة على كشف وقياس التغيرات الصغيرة جدا في سطح الأرض. وكان أبسط شكل من أشكال هذه التكنولوجيا والمعروفة باسم الكشف المتجانس CCD وتطبيقات عسكرية واستخباراتية واضحة وأصبح الآن أداة قيمة للمحللين. وإن الكشف المتجانس يكمل أجهزة الاستشعار الأخرى: مع العلم بأن السطح الذي تم تغييره قد يعني أن المحللين يستطيعون توجيه رادار اختراق الأرض وقياس التوقيعات الحرارية لمعرفة ما إذا كان هناك شيء يولد حرارة تحت الأرض وما إلى ذلك.
قارن رادار الكشف المتجانس CCD والمكافئات البصرية من نفس الموضوع ولم تكن اتفاقية مكافحة التصحر قد تأثرت بالليل أو بالطقس.

### مؤشر الهدف المتحرك
قد تبدو مؤشرات الهدف المتحركة (MTI) في البداية مجرد مساعد لرادار التصوير مما يسمح للمشغل بالتركيز على الهدف المتحرك وهذا الذي يجعلها غريبة ومع ذلك وخاصة في تركيبة مع أجهزة الاستشعار الأخرى والمواد المرجعية، ويسمح لقياس توقيع الحركة وعلى سبيل المثال قد يتم قياس دبابة وشاحنة على حد سواء في 40 كم / ساعة عندما على الطريق وإذا كان كلاهما يتحول إلى أرض غير مرصوفة ومع ذلك فإن توقيع الشاحنة هو أنه قد يتباطأ بشكل ملحوظ، أو إظهار الكثير من عدم الاستقرار الجانبي ومع ذلك قد تظهر المركبة المجنزرة توقيعا لا يتباطأ عند الخروج من الرصيف.
هناك العديد من النهج الإلكترونية لـ MTI واحد من صقل اتفاقية مكافحة التصحرCCD. والتفاوت التفاضلي SAR هو أكثر دقة من اتفاقية مكافحة التصحر واستخدامه في قياس الحركة الأرضية للزلازل يمكن أن يكمل أجهزة الاستشعار الزلزالية للكشف عن انفجارات تحت الأرض المخفية أو خصائص تلك فوق الأرض.
البحث والتطوير الحالي ينطوي على عدة مجموعات SAR متماسكة لإجراء قياسات أكثر حساسية، مع القدرة على الكشف عن الحركة صغيرة مثل 1 ملم في السنة وتتناول التقنيات الجديدة العديد من العوامل المقيدة المرتبطة بتداخل التداخل، مثل التشوهات الناجمة عن الغلاف الجوي.

### UHF/VHF SAR
وقد بدأت عمليات الموجات UHF و VHF SAR المحدودة عمليات محدودة على طائرات RC-12 التابعة للجيش ويمكن تنفيذها على غلوبال هوك. قام برنامج WATCH-IT التابع لـ DARPA بتطوير برنامج قوي للكشف عن تغيرات كاذبة للكشف عن الانذارات للكشف عن المركبات والأهداف الأصغر تحت أوراق الشجر وفي التمويه وفي فوضى المناطق الحضرية ووضع التصوير المقطعي ثلاثي الأبعاد للكشف عن الأهداف التي لم يتم نقلها وتحديدها. VHF/UHF) SAR) من أجل اختراق المباني ورسم الخرائط الحضرية، وكشف التغيير عن الأشياء داخل المباني.
كما طُوِّرَت تكنولوجيات توصيف التضاريس بما في ذلك القدرة على توليد تقديرات مرتفعة لتضاريس الأرض الصلعية بسرعة وتصنيف خصائص التضاريس من الصور متعددة الموجات المترية (VHF/UHF). وفي سبتمبر 2004 أظهرت DARPA كشف التغير في الوقت الفعلي للمركبات والأجهزة المتفجرة محلية الصنع والمعالجة السريعة للطبقات الطبوغرافية للمحطات الأرضية فضلا عن الجيل السريع لنماذج الارتفاع الرقمي للأرض الأصلنية باستخدام المعالجة المجسمة. وفي موازاة ذلك، عزز برنامج القوات الجوية للأهداف تحت الأشجار نظام الموجات المترية (VHF) من خلال إضافة طريقة عرض نطاق الموجات المترية (VHF) فقط بعرض 10 كم وتطوير قدرة في الوقت الحقيقي على كشف ترددات الموجات المترية (VHF).

## الاعتراف غير التعاوني بالهدف
قيادة البحث في التعرف على الهدف غير التعاوني (NCTR)) هي مشكلة الأشقاء والتي وفقا بيل ماكين هو أن "... أسلحتنا يمكن أن تقتل في نطاق أكبر من أننا يمكن تحديد هدف كصديق أو عدو ولكن إذا كنت تنتظر حتى كنت قريبة بما فيه الكفاية للتأكد من اطلاق النار على العدو كنت قد فقدت صالحك ". وقال ماكين: "ما وجدوه هو أن النهج الإجرائي لقواعد الاشتباك الأكثر تقييدا هو ما إذا وجدوا تشديدا لقواعد الاشتباك لدرجة أنكم تقللون من قتل الأشقاء فإن العدو يبدأ بإصابة المزيد من الإصابات عليك". انتظر حتى فأنت متأكد من أن القتال يمكن أن يعني إصابة نفسك ". وتشمل الأساليب التقنية لمنع الوقوع في الأشقاء ما يلي:.
1. الأنظمة التي تتماشى مع السلاح أو مشهد الأسلحة ويتم توجيهها إلى الهدف المقصود، وإرسال إشارة نظام تحديد العدو والصديق (IFF) إشارة في ذلك وإذا كان يستجيب بشكل صحيح يتم التعامل معها على أنها ودية ولكن غير معروف خلاف ذلك وتشمل التحديات هنا الاستجواب ليصبح مصدرا للاستهداف الإلكتروني للعدو ويثق في الرد.
2. أنظمة «لا تطلقوا النار» تستخدم شبكة من المحققين الذين يرسلون تحديات في موقف معين وتحدد القوات الصديقة ردا على ذلك ويتقاسم المحققون البيانات وقد لا يعمل هذا في التضاريس التي قد تخفي التحدي أو الاستجابة أو مشاركة الاستجابة.
3. وتعتمد نظم التوعية الظرفية على التحديثات الدورية للبيانات الموضعية لمساعدة المستخدمين على تحديد مواقع القوات الودية طالما أن الردود جاءت في حينها وغير مقنعة بالتضاريس
4. تقيس أنظمة التعرف على الأهداف غير المتعاونة التوقيع باستخدام الإشعاع الصوتي والحراري والانبعاثات الراديوية وتقنيات الرادار وما إلى ذلك وإن مقارنة القياسات بتوقيعاتMASINT الكلاسيكية تميز الهدف.

الرادار يوفر إمكانية التعرف على الهدف غير التعاوني (NCTR) وهذه التقنيات التي يمكن أن تعمل إذا فشلت نظم المنتدى الحكومي الدولي المعني بالغابات وكانت سرية بوجه خاص. إلا أنه لم يقترح أحد حتى الآن NCTR التي ستكون فعالة إذا كان شريك التحالف تحلق نفس نوع الطائرة العدو كما هو الحال في عاصفة الصحراء ومن المحتمل أن يكون المنتدى الحكومي الدولي المعني بالغابات الذي يفترض أنه مع التشفير هو الجواب الوحيد لهذه المشكلة.
وقد ضمت دراسة الأدب المفتوح عدة أجزاء من معلومات الرادار: المقطع العرضي والنطاق وقياسات دوبلر. ويشير تقرير لوزارة الدفاع في عام 1997 إلى أن «جهود تحديد هوية القوات الجوية والبحرية تركز على تقنيات التعرف على الأهداف غير المتعاونة بما في ذلك التصوير الراداري التركيبى العكسية وتعديل محرك الطائرات النفاثة (JEM) والتشكيل غير المتعمد على بواعث محددة قائمة على النبضات».
يعتمد إمكانية التعرف على الهدف غير التعاوني على حركة العدل والمساواة بشكل خاص على الدوران الدوري لشفرات التوربينات مع وجود اختلافات ناتجة عن هندسة عناصر المحرك على سبيل المثال الدوارات المتعددة والعادم والساكنات وبصورة عامة فإن فكرة آليات «دوبلر الصغرى» من أي حركات ميكانيكية في بنية الهدف («ديناميات الحركة الدقيقة») والتي تمد المشكلة لتشمل أكثر من تدوير هياكل الطائرات ولكن أيضا التعرف التلقائي على المشي في البشر. فكرة دوبلر الصغرى هي أكثر عمومية من تلك المستخدمة في حركة العدل والمساواة وحدها للنظر في الكائنات التي لها ذبذبات أو أنواع أخرى من الحركة الميكانيكية. أحد التأثيرات غير الدورانية هي الاهتزازات السطحية للمركبة الأرضية التي يسببها المحرك والتي ستكون مختلفة عن توربينات الغاز من الدبابات ومحركات الديزل من الشاحنات ويعد هذا الفريق مفيدا بشكل خاص بالنسبة إلى NCTR حيث أنه يمكن أن يوفر خريطة ثنائية الأبعاد للحركات الصغرى.
الأسطح المتحركة تتسبب في اتساع تردد دوبلر وتشكيل نبض للعودة ويأتي تشكيل الاتساع من الأسطح المتحركة من الانعكاسية المختلفة وزاوية الانعكاس وتحويل دوبلر للإشارات التي تم إرجاعها هو دالة تردد الموجة الرادارية الحاملة فضلا عن سرعة مصدر الرادار وهدفه مع التحول الإيجابي دوبلر من الأسطح التي تتحرك نحو المنور والتحول السلبي للأسطح التي تتحرك بعيدا عنه وتؤدي السطوح المتحركة إلى فرض تعديل عرض النبضة.
ويتوقف الكشف عن التشكيل على زاوية المصدر مقابل الهدف؛ إذا كان المصدر بعيدا جدا عن مركزه مع توربين أو سطح متحرك آخر وقد لا يكون التشكيل واضحا لأن الجزء المتحرك للمحرك محمي بواسطة تركيب المحرك غير أن التشكيل يزيد عندما يكون المصدر في زوايا قائمة على محور دوران العنصر المتحرك للهدف وفيما يتعلق بالعناصر المتحركة المكشوفة تماما مثل شفرات المروحة أو الدوارات الهليكوبتر يكون التشكيل دالة على أن تكون شعاع الرادار خارج المركز إلى مركز العنصر المتحرك.

## رادار متعدد الإستراتيجيات MASINT
واستخدمت الرادارات الأولى للفصل الهوائى الإرسال عن الاستقبال إلى أن يسمح بتطوير ثنائي الاتجاه بتقسيم الهوائي مما ينتج عنه أنظمة رادار أصغر بكثير حتى تطوير منخفض الملاحظة لـ تقنية التخفى وكان حجم هوائي مضغوط.
وكان أحد المبادئ الأولى لتقنية التخفى هو تشكيل سطح الطائرات بحيث لا تعكس شعاع المرسلة مباشرة مرة أخرى في الهوائي المشترك وكانت تقنية أخرى لاستيعاب بعض الرادار في طلاء الطائرة.
فكلما كانت الهوائيات المستقبلة الرادارية أكثر انفصالا زاد احتمال انتقال انعكاس إلى مستقبل بعيد عن المرسل ويوضح رسم المصطلحات في الرادار المنحرف مع جهاز استقبال وجهاز إرسال منفصلين.

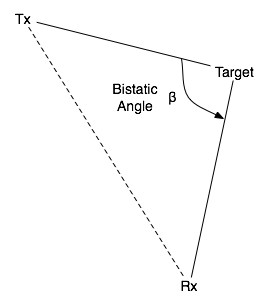
نظرية الرادار الخفى أو المنحرف

## الرادار الخفي
وتولد الأنشطة البشرية قدرا كبيرا من الطاقة الراديوية كما في تطبيقات الاتصالات والملاحة والترفيه وتوفر بعض هذه المصادر طاقة كافية بحيث يمكن أن يؤدي انعكاسها أو استنساخها إلى تمكين الرادار الخفي السلبي PSR) MASINT) الذي يطلق عليه أيضا الموقع المتسق المنفعل (PCL).
ومن المحتمل أن ينتج جهاز إرسال أجنبي ويفضل أن يكون مرسل رادار مبني خصيصا لهذا الغرض مثل المستعمل في التحكم في الحركة الجوية ولكن حقا أي إرسال قوي مثل التلفزيون أو الراديو يمكن أن ينتج إشارات منعكسة لا تعود إلى المستقبل المعين لمشغل الرادار الأجنبي وقد تعكس الإشارة إمكانية اعتراضها وإدخالها في مستقبل راداري ودي مما يعطي على الأقل معلومات عن وجود هدف رادار يضيءه جهاز الإرسال الأجنبي وهذه هي الحالة البسيطة مع التفكير غير المقصود للذهاب إلى جهاز استقبال دعم الرادار واحد.
قياس التداخل ممكن أيضا مع هذه الأنظمة. هذه جذابة بشكل خاص للسفن البحرية والتي لأنها غالبا ما يسافر في مجموعات سيكون اختلاف أوقات مختلفة من الوصول (TDOA) من انعكاسات من المستقبل الأجنبي ولإعادة ذكر فارق هام يعمل تفاعل PCR الأساسي مع مستقبل رادار وحيد وشكل عرض تقليدي من انعكاس واحد.و يعمل TDOA مع مجموعة من الانعكاسات من نفس الهدف وصولا إلى نقاط متعددة. «تظهر أجهزة الاستشعار السلبية لتقديم مساهمة قيمة في مهمة الدفاع الجوي».
قامت مجموعة أخرى بتقييم تقنية تفاعل البوليميراز المتسلسل في بيئة مثل بيئة مجموعة المهام البحرية  تمتلك السفن مساحة أكبر وبالتالي فإن المعدات والقوة أقل من نظيراتها المحمولة جوا أو أرضا. واختبرت هذه الدراسة البريطانية الإضاءة مع حارس مراقبة الحركة الجوية بنبض رادار دوبلر والجسر الرئيسي للرادار البحري ضد أنواع المتلقي التجريبية. كما طور الباحثون محاكاة للنظام.
وفيما يتعلق بالمرسل البحري يجمع المستقبل بين قانون مربع: كاشف على مستوى القدرة مع تجميع نسخة محلية من النبضة ضد الإشارة المستقبلة. وحسنت هذه الطريقة حساسية لدقة الوقت الأكثر فقرا لأن القمم المترابطة هي ضعف عرض القمم غير المترابطة.
وباستخدام جهاز التحكم في الحركة الجوية واستخدم المستقبل تصفية الضغط النبضي لإشارة تشيرب التي توفر مكاسب معالجة جنبا إلى جنب مع القدرة على فصل الأهداف المتباعدة عن كثب. ونفذ هذا أيضا مؤشر الهدف المتحرك الذي قمع الفوضى ولكن تم الاعتراف بأن إشارة MTI لن تكون متاحة في بيئة غير متعاونة وخلصوا إلى أن عملهم أظهر تقاربا ممكنا بين تفاعلاتPCR وTDOA باستخدام نظام R-ESM المنقولة على متن السفن مع الاتصالات بين المستقبلات بحيث تكون الإشارة مجهزة لعملية التداخل.